# Женщины в Венесуэле
 Женщины в Венесуэле  — это женщины из Южной Америки, которые проживают в Венесуэле или приехали из Венесуэлы.

## Темы

### Насилие
В 2007 году в стране был принят Ley Organica Sobre el Derecho de las Mujeres a una Vida Libre de Violencia (Органический закон о праве женщин на жизнь, свободную от насилия).
По данным Атлантического совета, во время кризиса в Венесуэле при правительстве Николаса Мадуро женщины в Венесуэле стали более уязвимыми перед сексуальным насилием из-за слабости системы и социально-экономических трудностей. В результате кризиса венесуэльские женщины подвергаются эксплуатации через торговлю людьми в целях сексуальной эксплуатации и проституцию.

### Гендерные роли
Согласно CEPAZ, женщины в Венесуэле подвергаются риску из-за гендерной дискриминации и «гиперсексуализированных стереотипов венесуэльских женщин». Профессиональные женщины и бизнесвумен Венесуэлы обычно «много работают, чтобы выглядеть великолепно», и «одеваются, чтобы произвести впечатление»; их деловой костюм предполагает ношение женственной одежды.

## Политика

### XX век
Избирательное право женщин в Венесуэле впервые было предоставлено Конституцией 1947 года, которая считалась наиболее политически и социально либеральной по сравнению с её предшественниками. Женщины начали организовываться примерно в 1930-х и 1940-х годах после смерти диктатора Хуана Висенте Гомеса. Но только в 1950-х годах к участию присоединились женщины из всех социальных слоев, а не только из среднего класса. Женщины также участвовали в партизанской борьбе в 1960-х годах, но они не играли ведущей роли из-за того, что в этих группах боевиков преобладали мужчины. В 1970-х годах через так называемые популярные женские кружки (Círculos Femeninos Populares) женщины пытались автономно организовываться, решать проблемы бедных женщин и помогать им в инициативах в области здравоохранения, образования и трудоустройства. Однако их зависимость от внешнего финансирования и поддержки НКО, возглавляемых мужчинами, часто ограничивала их цели.

### XXI век
С избранием Уго Чавеса президентом в 1999 г. была принята новая конституция, которая включала статью 21, которая устанавливает принцип равенства и не допускает никакой дискриминации «по признаку расы, пола, вероисповедания или социального положения». Движение Чавизма также привело к возрождению участия женщин в политике и к созданию Национального института женщин (INAMujer). Этот орган курировал такие группы, как Боливарианские женские силы (Fuerzas Bolivarianas) и точки встречи (Puntos de Encuentro), которые состояли из женщин, которые поддерживали Чавеса и его администрацию и поддерживали программы, которые они осуществляли. Эти социальные программы были нацелены на обеспечение грамотности низших слоев населения, профессиональной подготовки, медицинского обслуживания, помощи в получении средней школы и высшего образования, а в наиболее неблагополучных районах — также ежедневным питанием. Хотя женщины были основными участниками этих программ, они были направлены не исключительно на женщин, а на все население.
Несмотря на то, что мобилизация женщин в Венесуэле Чавеса увеличилась, эти женщины не были привержены женской повестке дня, как это делали другие феминистские группы в Латинской Америке в то время. Некоторые венесуэльские женщины были сосредоточены на защите чавизма, и, хотя они действительно оспаривали некоторые аспекты подчинения женщин, они также отвергали идею отождествления с феминизмом. Феминистки рассматривались как общественные деятели с антисемейными и ненавистными к мужчинам взглядами, которые угрожают установленному общественному порядку.
Кризис в Венесуэле, произошедший во время правления преемника Чавеса Николаса Мадуро, привел к тому, что женщины стали больше полагаться на дискриминационную социальную политику правительства, что сделало бы их более уязвимыми, если они выступили против правительства Мадуро.

## Закон

### Брак и семья
Семейное право было пересмотрено в 1982 году. Сожительство в Венесуэле увеличилось с 1990-х годов.

### Представление
В 1997 году статьей 144 Органического закона о избирательном праве и участии в политической жизни была установлена 30%-ная квота для женщин в списках кандидатов в депутаты. В 2000 году Национальный избирательный совет приостановил действие этой статьи, объявив её неконституционной, поскольку она нарушала принцип равенства статьи 21. Ожидаемым последствием этой приостановки был паритет и увеличение квоты до 50 %, но этого не произошло из-за плохой реализации и отсутствия мер, принимаемых за нарушение законодательства. По состоянию на 2019 год, 38 из 165 депутатов, избранных в Национальное собрание, — женщины. Число министерств, возглавляемых женщинами-политиками, уменьшилось по сравнению с последним кабинетом Чавеса с 39 % до 24 %. Верховный трибунал с 32 назначенными судьями (16 женщин и 16 мужчин) — единственное учреждение в Венесуэле, которое обеспечивает равенство полов в составе своих членов. На уровне общины женщины все чаще присутствуют, что имеет решающее значение для расширения прав и возможностей женщин из низшего класса barrio. Тем не менее, эти женщины-лидеры общинных советов сообщают, что их присутствие игнорируется на более высоких уровнях, и они лишены политических возможностей.